# Chameleon štíhlý
Chameleon štíhlý (Chamaeleo gracilis) je středně velký druh chameleona pocházející z tropické Afriky. V Úmluvě o mezinárodním obchodu s ohroženými druhy volně žijících živočichů a rostlin je zařazen do přílohy II.
Je to štíhlý ještěr s bočně zploštělým tělem a dlouhým ovíjivým ocasem. Hlava je protažená v nízkou a konkávní přilbu, límcové laloky chybí. Jako všichni chameleoni má i chameleon štíhlý oční víčka srostlá, zůstává jen malý otvor na zornici, a oči se mohou pohybovat do všech stran a nezávisle na sobě. Končetiny jsou poměrně dlouhé a jsou opatřené prsty srostlými v klíšťky, které předních končetinách tvoří tři vnější a dva vnitřní prsty, na pánevních je tomu naopak. Každý prst nese dráp. Tělo je pokryté šupinami, které jsou na těle ještěra zhrublé. Šupiny kuželovitého tvaru tvoří nízký, jednořadý hřeben na hřbetě a na hrdle ještěra. Dorůstá délky až 33 cm, přičemž samice jsou o trochu menší než samci. Základní zbarvení je zelenavé, šedavé nebo hnědé s tmavou kresbou. Vzácně může být chameleon štíhlý zbarvený i žlutě nebo bělavě.
Areál rozšíření chameleona štíhlého se táhne prakticky celou rovníkovou Afrikou, od Gambie na západě až do Somálska na východě, od řeky Kongo na jihu po Modrý Nil na severu. Obývá deštné lesy v Kongu a v Kamerunu a jinde žije v savanách, kde obsazuje keře, ale dokáže překonat značné vzdálenosti i po zemi. Aktivní je během dne, kdy vyhledává potravu, hmyz, který uchvacuje lepkavým jazykem. Žije samotářským způsobem života a vůči jiným jedincům svého druhu je agresivní. Je vejcorodý, samice po 35 dnech od úspěšného páření klade do vyhrabané jamky v zemi 18-32 vajec. Ta se líhnou po 240-300 dnech.

## Chov
Chameleona štíhlého je možno chovat pouze jednotlivě. Vhodné je standardní nebo suché pouštní terárium o rozměrech 80x50x50 cm se stěnami olepenými pískem. Substrát na dno je opět písek, samice pro kladení vajec potřebuje aspoň deseticentimetrovou vrstvu písku, který je mírně vlhký. Terárium se dále doplní kameny a větvemi na šplhání. Nádrž je třeba vytápět na 25-32 °C s mírným nočním poklesem, délka světelného dne je 14 hodin. K udržení vhodné vlhkosti vzduchu se terárium každý den ráno rosí. V zajetí se chameleon štíhlý krmí především cvrčky vhodné velikosti, dále přijímá zavíječe, sarančata, šváby, pavouky, mouchy a jiný přiměřeně velký hmyz. Krmení je potřeba doplňovat vitamíny a minerály. Mláďata se napájejí rozprašováním, dospělí jedinci vyžadují 2x týdně napájení pipetou.